# Померанія (єврорегіон)
Єврорегіон «Померанія» (нім. Euroregion Pomerania) — єврорегіон на північному заході Польщі, північному сході Німеччини та південному заході Швеції.
Єврорегіон був створений 15 грудня 1995 року. На початковому етапі єврорегіон був розташований на території Польщі та Німеччини, а 26 грудня 1998 року до нього приєдналась Швеція.
До складу єврорегіону входять деякі райони німецьких земель Мекленбурга — Передньої Померанії і Бранденбурга, польське Західнопоморське воєводство і шведська історична провінція Ско́не (Ска́нія).
Площа єврорегіону становить близько 49 тис. км²; населення — 3,9 млн осіб. Найбільше місто єврорегіону — Щецин.